# Fischerova chalupa
Fischerova chalupa byl objekt vybudovaný v Mariánských Lázních u zdejšího Křížového pramene.
Postavil ji dřevorubec Anton Fischer (1756 – 21. prosince 1820) pocházející z Raušenbachu, jenž měl za manželku Češku Marii Hořejší (1746 – 3. listopadu 1817) pocházející z Tlučné. Narodilo se jim pět dětí, ale do dospělosti přežilo jen jediné, a sice nejstarší dcera Tereza Fischerová (2. března 1787 v Mariánských Lázních, pokřtěna v Pístově – 17. června 1851 v Mariánských Lázních). Ta se, snad roku 1804, vdala za Franze Josefa Seidla, jenž působil ve Vlkovicích coby krejčí. Posléze se ale stal mariánskolázeňským rychtářem. Rodina bydlela ve Fischerově chalupě, ovšem postupně se jim povedlo v lázních vybudovat sedm domů.
Když se z Mariánských Lázní staly roku 1818 veřejné lázně, vyvstala otázka, co s nuznými chalupami z počátků zdejšího osídlení, jež hyzdily lázeňské místo. Mezi ně patřila i Fischerova chalupa. K roku 1821, po smrti Antona Fischera, ji vlastnil místní řezník Karel Braun. Ten jí nechal přemístit na Tržní náměstí jako objekt číslo popisné 32 nazvaný „U tří lilií“. Uvolněnou stavební parcelu pak roku 1821 zakoupil Václav Skalník, jenž zde mezi roky 1822 a 1823 vybudoval dům Strauss číslo popisné 25.
Původní Fischerova chalupa po přemístění pravděpodobně v letech 1822 až 1846 procházela přestavbami, ale roku 1846 na jejím místě vyrostla Halbmayrova kavárna. Tehdy změnil i svůj název na „Halbmayrhaus“, jenž roku 1946 vystřídalo pojmenování „Stalingrad“, neb se nacházel na Stalinově náměstí, a posléze „Rozkvět“ na Mírovém náměstí. Objekt byl do roku 1991 využíván coby lázeňská léčebna. Od té doby je uprázdněn.

## Galerie

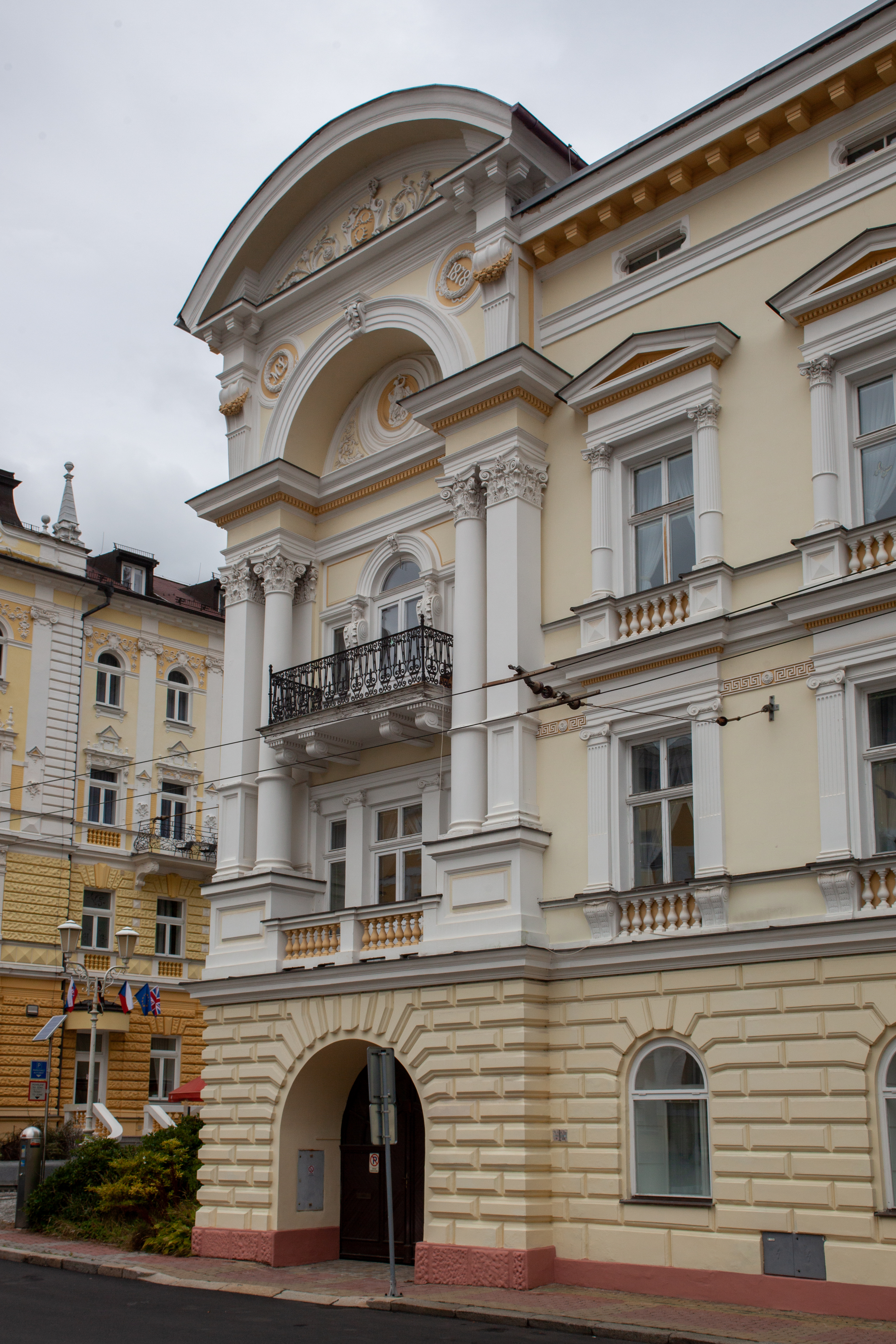
Fischerova chalupa (2020)
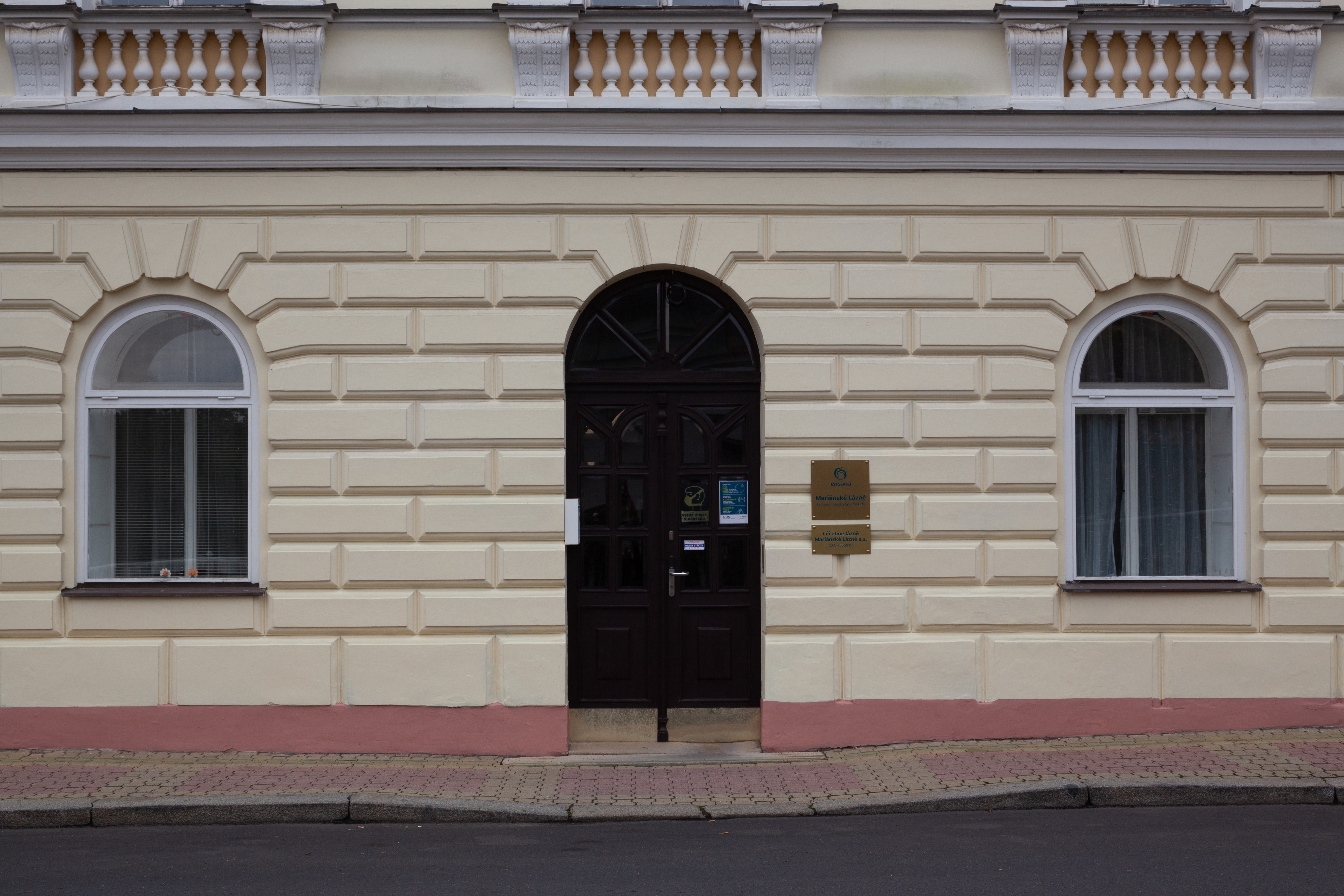
Fischerova chalupa (2020)
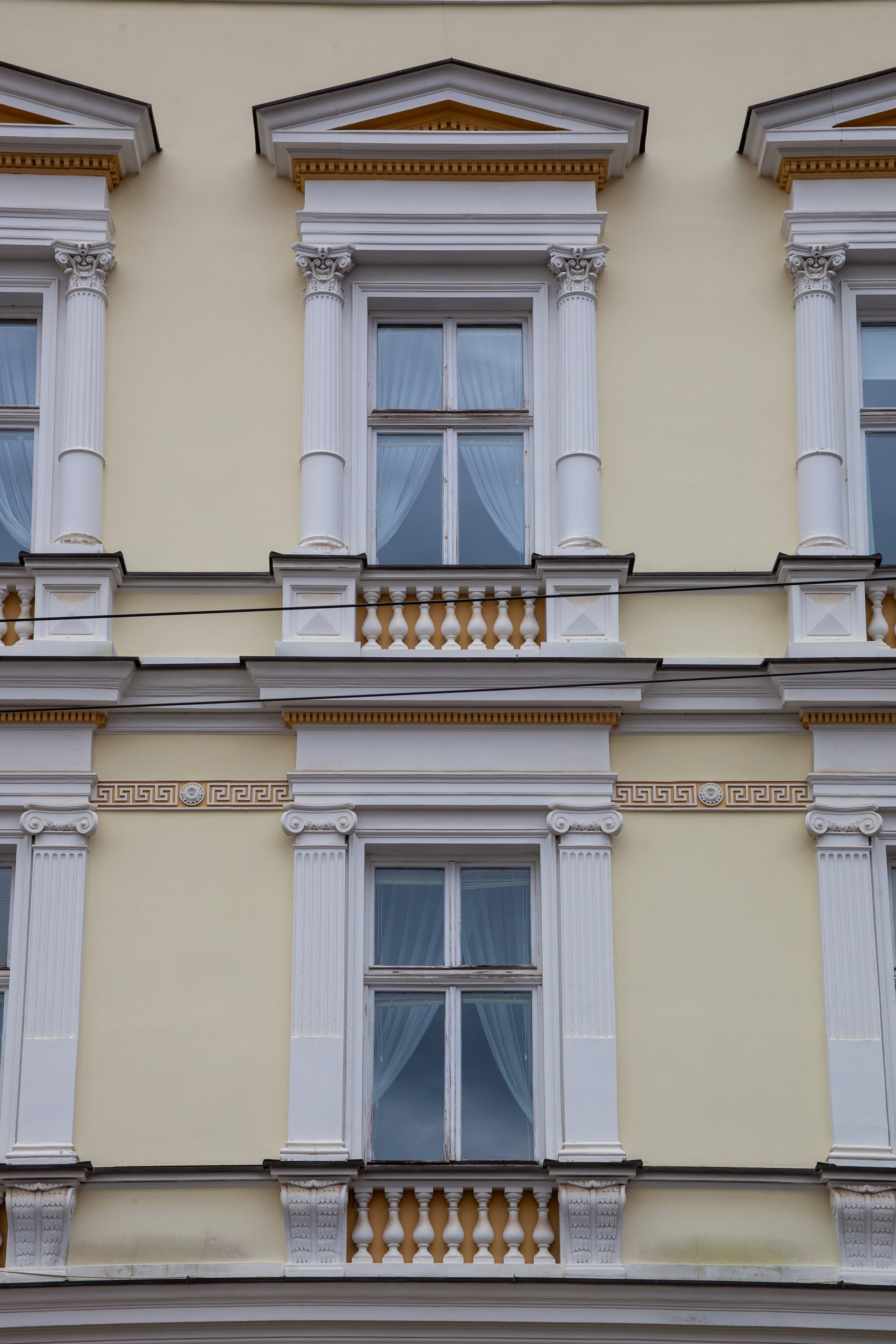
Fischerova chalupa (2020)